# Lo Pui d'Agenés
Lo Pui d'Agenés (en francès Puch-d'Agenais) és un municipi francès situat al departament d'Òlt i Garona i a la regió de la Nova Aquitània.

## Demografia
| 1962                                       | 1968 | 1975 | 1982 | 1990 | 1999 | 2006 |
| ------------------------------------------ | ---- | ---- | ---- | ---- | ---- | ---- |
| 823                                        | 894  | 742  | 794  | 654  | 651  | 706  |
| Des de 1962: població sense dobles comptes |      |      |      |      |      |      |

## Administració
| Període | Identitat | Partit |
| ------- | --------- | ------ |
| 1995-   | Guy Bru   |        |